# أبرومة أغسطس
أبرومة أغسطس (الاسم العلمي: Abroma augustum) هي نوع من النباتات يتبع جنس الأبرومة من الفصيلة  الخبازية.